# Renault PR 14
Le PR 14 est un autocar de ligne interurbaine et de tourisme fabriqué et commercialisé par les constructeurs français Berliet puis Renault Trucks de 1976 à 1989 .
Il sera lancé avec un moteur Renault ayant aucune norme européenne de pollution car non mit en place avant octobre 1990.
Le PR 14 remplace le Berliet Cruisair et sera remplacé par les Renault Tracer et FR1.

## Historique

### Sous Berliet(1976-1979)
En 1975, les six premiers exemplaires de présérie du PR 14 sont testés. Les trois premiers n'ont pas la face arrière définitive, ce n'est qu'à partir du 4e que la face arrière est définitive avec le polyester et le pare-chocs enveloppant et la porte avant est à débattement extérieur, mais ce système trop peu fiable, sera remplacé par le système Wegmann.
Le Berliet PR 14 est fabriqué entre 1976 et 1979 et succède au Cruisair 4, version à 57 places. La plupart sont vendus à des transporteurs français.

- Photo d'un Berliet PR 14 S.
En 1977, Berliet présente la version PR 14S avec le moteur 06.20.30, consommation 25/30 litres aux 100 km. C'est le seul autocar français à moteur turbocompressé mais la carrosserie n'est pas du gout des transporteurs qui font appel à de grands carrossiers : les italiens Padane, Menarini, Barbi, Bianchi, le basque Irizar et les belges Van Hool et Jonckheere. Fin 1977, Berliet présente une nouvelle carrosserie avec le collage des baies pour la version tourisme ce qui entraîne un gain de luminosité de 25 %.
Le succès du PR 14 éclipse le Cruisair 3 avec son moteur GM 6 V53, la mécanique prend place dans le Cruisair 3 pour donner le PR 12S, cette nouveauté se fait en même que le lancement du PR 14SR.
Après la reprise imposée par l'État de Berliet et sa fusion avec SAVIEM, la société Renault Véhicules Industriels - R.V.I. est constituée en octobre 1978. Mais dès le mois de mois de septembre 1979 le losange Renault remplace le monogramme Berliet sur la calandre des PR 14.
En 1978, le nombre croissant d'autocars de petite taille (10 mètres) et la sortie annoncée du Saviem E7 incité Berliet à présenter au plus vite le PR 10S, remplaçant du Cruisair 2, qui va rapidement être rebadgé Renault. La gendarmerie en a reçu 303 exemplaires entre septembre 1982 et juillet 1983, soit l'essentiel de sa production.

### Sous R.V.I.(1979-1989)

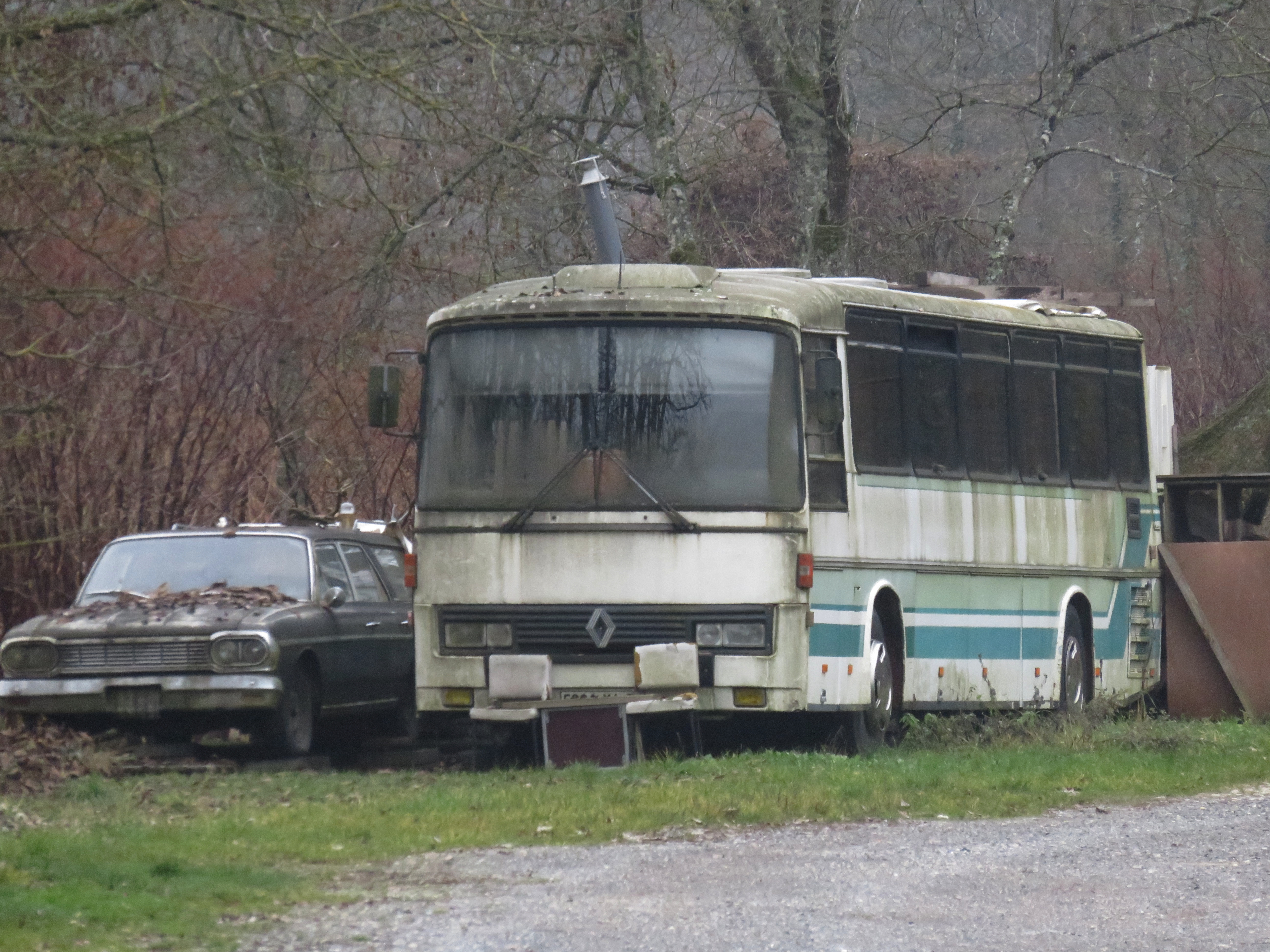
Un Renault PR14 SL à l'abandon.

À partir de Septembre 1979, la face avant des modèles livrés perd le monogramme Berliet. Le losange Renault est désormais apposé sur la calandre. Tout comme le modèle sous Berliet, la plupart des véhicules seront vendus à des transporteurs français. 
Lors du Salon de l'Automobile de Paris en octobre 1978, les clients font part de leurs remarques négatives au niveau de la carrosserie et de la mécanique qui n'est plus toute jeune. R.V.I. modifie la calandre en ajoutant un panneau noir avec les optiques de la Peugeot 604 et, bien sur, le losange Renault en son milieu. En 1980, la mécanique évolue avec le moteur MIDS 06.20.30 turbocompressé ce qui porte la puissance à 264 ch.
En octobre 1982, R.V.I. remplace le S57, autocar interurbain par le PR 14 SL. Il comporte une porte centrale, des vitrages non collés mais fixés par les traditionnels profilés en caoutchouc, le moteur MIDS de 264 ch. C'est la réponse du constructeur aux Setra S 215HR et Unic Lorraine 260L sorti en 1981. La fiabilité et la sobriété du PR 14SL ont été plébiscitées par les grands transporteurs.
La production des PR10 et PR12 est arrêtée en 1985, 500 Cruisair 2 et 500 PR10 ont été produits. Celle du PR14 s’arrête en 1989 qui est remplacé par les Renault Tracer et FR1.

- Photo d'un Renault PR 14 SR

### Résumé du PR 14
- 1976 : lancement du PR 14 sous la marque Berliet.
- 1979 : lancement du PR 14 sous la marque Renault.
- 1989 : arrêt définitif de la fabrication et la commercialisation du modèle.

| Générations               | Production | Dérivés de chez Berliet / Renault | Modèles similaires |
| ------------------------- | ---------- | --------------------------------- | ------------------ |
| Berliet PR 14 (1976-1979) |            | Berliet S 45 / S 53 / S 105       | Saviem E7          |
| Renault PR 14 (1979-1989) |            | Renault S 45 R / S 53 R / S 105 R |                    |

## Générations
Le PR 14 sera produit avec une seule génération de moteurs Diesel : 
- Aucune norme antipollution : construits de 1976 à 1989.

## Les différentes versions
PR 10 S
Il s'agit de la version raccourcie du PR 14. D'une longueur de 9,42 m, il est équipé de 10 rangées de sièges (d'où son nom), soit une capacité de 41 places assises. Il pouvait également être disponible avec 37 sièges, soit 9 rangées. De ce fait, les passagers pouvaient avoir plus de place. Sa base a été utilisée pour une version autocar de sécurité réalisée par le carrossier Heuliez.
- Exemple de PR 10 S.. Environ 500 PR10 ont été produits.
PR 12 S
Tout comme le PR 10 S, il s'agit de la version raccourcie du PR 14 faisant environ 11 m et une capacité de 49 places assises (12 rangées de sièges, d'où son nom).
- Catalogue PR 12 S Berliet.,Catalogue gamme PR 10 / PR 12 S / 14 S Renault.
PR 14 & PR 14 S
Version de base, les PR 14 ont une longueur d'environ 12 m et une capacité de 55 places assises (14 rangées de sièges, d'où son nom). Les PR 14 S (pour Suralimenté), seront équipés d'un moteur Berliet turbocompressé MIDR 06.20.30 de 8,82 litres peu après leur sortie. La puissance passera de 200 à 230 ch. La version non équipée d'un turbo sera fabriquée pendant très peu de temps, uniquement sous la marque Berliet, car pas assez puissante. Il sera remplacé par le Renault Tracer.
PR 14 SL
L pour Ligne, cette version est utilisée sur les lignes interurbaines reliant, par exemple, plusieurs villes du même département. Tout comme la version de base, il a une capacité de 55 places assises. La porte de sortie des passagers, de type louvoyante extérieur, est située dans l'empattement. La porte avant sera équipée d'une custode afin que le conducteur puisse avoir une meilleure vue pour s’arrêter aux arrêts. Le vitrage sera jointé. Il peut être équipé en option de sièges inclinables, de rideaux, ainsi que, au-dessous des racks de rangements, des bouches de ventilations et éclairages pour chaque passager. Il est également muni de boutons Arrêt demandé, de composteurs pour la validation de tickets et de girouette à films pour afficher la destination. Il sera remplacé par le Renault Tracer de ligne.
- Exemple de PR 14 SL.
PR 14 SE
E pour Economique, version lancée en 1982.
- Fiche de présentation du PR 14 SE.
PR 14 SR
R pour Région, cette version est principalement utilisée pour les lignes régionales, pour des courtes excursions ou en renfort de lignes interurbaines. Tout comme la version de ligne, il sera équipé de sièges inclinables, de rideaux, de bouches de ventilation et éclairages pour chaque passager. Il est également équipé d'un micro et d'une télévision. La porte de sortie des passagers de type battante est située en porte-à-faux arrière. Le vitrage sera collé avec custode de porte avant avec décrochement comme sur la version Berliet. Il sera remplacé par les Renault Tracer d'excursion et FR1.
- Exemple de PR 14 SR.
PR 14 GT
GT pour Grand Tourisme, cette version est la plus équipée et la plus confortable. Version surélevée réalisée par des carrossiers tels que Van Hool ou Gangloff, sur la base du châssis Renault. Il sera remplacé par le Renault FR1.
- Exemple de PR 14 GT Gangloff vue avant., Exemple de PR 14 GT Gangloff vue arrière.

## Caractéristiques
Parmi les sources des caractéristiques ,.

### Dimensions
|                                   | PR 10 S                | PR 12 S           | PR 14 PR 14 S           | PR 14 SL Ligne          | PR 14 SE Economique | PR 14 SR Région   | PR 14 GT Grand Tourisme |
| --------------------------------- | ---------------------- | ----------------- | ----------------------- | ----------------------- | ------------------- | ----------------- | ----------------------- |
| Longueur                          | 9 420 mm               | 11 000 mm         | 12 000 mm               | 12 000 mm               | 12 000 mm           | 12 000 mm         | 12 000 mm               |
| Largeur (sans rétroviseurs)       | 2 500 mm               | 2 500 mm          | 2 500 mm                | 2 500 mm                | 2 500 mm            | 2 500 mm          | 2 500 mm                |
| Hauteur                           | 3 120 mm               |                   | 3 140 mm                | 3 140 mm                | 3 140 mm            | 3 140 mm          |                         |
| Empattement                       | 4 060 mm               |                   | 6 200 mm                | 6 200 mm                | 6 200 mm            | 6 200 mm          | 6 200 mm                |
| Porte-à-faux                      |                        |                   |                         |                         |                     |                   |                         |
| Rayon de braquage                 |                        |                   |                         |                         |                     |                   |                         |
| Angle d’attaque / Fuite           |                        |                   |                         |                         |                     |                   |                         |
| Masse à vide*                     | 9 000 kg               |                   | 11 900 kg               | 11 900 kg               |                     | 11 900 kg         |                         |
| P.T.A.C.                          | 13 000 kg              |                   | 16 900 kg               | 16 900 kg               |                     | 16 900 kg         |                         |
| Capacité : assis + debout = maxi* | 37 à 41 places assises | 49 places assises | 55 places assises       | 55 places assises       | 55 places assises   | 55 places assises | 55 places assises       |
| Rangement                         | Soutes : 3,8 m3        |                   |                         | Soutes : 6,35 m3        |                     | Soutes : 7,5 m3   |                         |
| Portes                            | 2                      | 2                 | 2                       | 2                       | 2                   | 2                 | 2                       |
| Hauteur du plancher               |                        |                   |                         |                         |                     |                   |                         |
| Réservoir à combustible           |                        |                   | Diesel : 220 puis 370 L | Diesel : 220 puis 370 L |                     |                   |                         |

* = variable selon l'aménagement intérieur.

### Chaîne cinématique

#### Moteur
Les PR 10, PR 12 et PR 14 ont eu plusieurs motorisations gazole au fil des années de leurs productions.

Ils seront équipés d'une boite de vitesses manuelle à 11 rapports. Plus d'infos : voir Boite de vitesses.
| Modèle                         | Construction   | Moteur + Nom                               | Norme Euro   | Cylindrée         | Performance                    | Couple                   | Vitesse maxi | Consommation + CO2    |
| ------------------------------ | -------------- | ------------------------------------------ | ------------ | ----------------- | ------------------------------ | ------------------------ | ------------ | --------------------- |
| Berliet PR 10 S (manuelle 11)  | 1977 - 1978    | 6 cylindres en ligne Berliet MID 06.20.30  | Aucune norme | 8 820 cm3 (8,8 L) | 158 kW (215 ch) à 2 400 tr/min | 790 N m à 1 400 tr/min   | ... km/h     | ... l/100 km ... g/km |
| Renault PR 10 S (manuelle 11)  | 1979 - 1989    | 6 cylindres en ligne Renault MIDS 06.20.30 | Aucune norme | 8 820 cm3 (8,8 L) | 169 kW (230 ch) à 2 200 tr/min |                          |              | 25 l/100 km .         |
| Berliet PR 12 S (manuelle 11)  | 1977 - 1978    | 6 cylindres en ligne Berliet MIDS 06.20.30 | Aucune norme | 8 820 cm3 (8,8 L) |                                |                          |              |                       |
| Renault PR 12 S (manuelle 11)  | 1979 - 1989    | 6 cylindres en ligne Renault MIDS 06.20.30 | Aucune norme | 8 820 cm3 (8,8 L) |                                |                          |              |                       |
| Berliet PR 14 (manuelle 11)    | 1975 - 1977    | 8 cylindres en V Berliet V800              | Aucune norme |                   | 147 kW (200 ch) à 2 400 tr/min |                          |              |                       |
| Berliet PR 14 S (manuelle 11)  | 1977 - 1978    | 6 cylindres en ligne Berliet MIDS 06.20.30 | Aucune norme | 8 820 cm3 (8,8 L) | 169 kW (230 ch) à 2 200 tr/min |                          |              |                       |
| Renault PR 14 S (manuelle 11)  | 1979 - 1989    | 6 cylindres en ligne Renault MIDS 06.20.30 | Aucune norme | 8 820 cm3 (8,8 L) | 169 kW (230 ch) à 2 200 tr/min |                          |              | 25 l/100 km .         |
| Renault PR 14 SL (manuelle 11) | 10/1982 - 1989 | 6 cylindres en ligne Renault MIDS 06.20.30 | Aucune norme | 8 820 cm3 (8,8 L) | 194 kW (264 ch) à 2 200 tr/min | 1 020 N m à 1 400 tr/min |              |                       |
| PR 14 SE (manuelle 11)         |                | 6 cylindres en ligne Renault MIDS 06.20.30 | Aucune norme | 8 820 cm3 (8,8 L) |                                |                          |              |                       |
| Berliet PR 14 SR (manuelle 11) | 1977 - 1978    | 6 cylindres en ligne Berliet MIDS 06.20.30 | Aucune norme | 8 820 cm3 (8,8 L) | 169 kW (230 ch) à 2 200 tr/min |                          |              |                       |
| Renault PR 14 SR (manuelle 11) | 1979           | 6 cylindres en ligne Renault MIDS 06.20.30 | Aucune norme | 8 820 cm3 (8,8 L) | 169 kW (230 ch) à 2 200 tr/min |                          |              | 25 l/100 km .         |
| Renault PR 14 SR (manuelle 11) | 1980 - 1989    | 6 cylindres en ligne Renault MIDS 06.20.30 | Aucune norme | 8 820 cm3 (8,8 L) | 194 kW (264 ch) à 2 200 tr/min | 1 020 N m à 1 400 tr/min |              |                       |
| PR 14 GT (manuelle 11)         |                | 6 cylindres en ligne Renault MIDS 06.20.30 | Aucune norme | 8 820 cm3 (8,8 L) | 194 kW (264 ch) à 2 200 tr/min | 1 020 N m à 1 400 tr/min |              |                       |

#### Boite de vitesses
Les PR 10, PR 12 et PR 14 seront tous équipés d'une boite de vitesses manuelle à 6 rapports synchronisés (plus marche arrière) et complétée par un relais doubleur de gammes agissant sur les cinq rapports supérieurs. Ils auront donc onze rapports au total plus la marche arrière.
|        | Régime de ralentie | Vitesse de croisière | Vitesse maxi | Régime maxi |
| ------ | ------------------ | -------------------- | ------------ | ----------- |
| Neutre | 500 tr/min         | -                    | -            |             |
| 1ère   | -                  | Au pas               |              |             |
| 2ème   | -                  |                      |              |             |
| 3ème   | -                  |                      |              |             |
| 4ème   | -                  |                      |              |             |
| 5ème   | -                  |                      |              |             |
| 6ème   | -                  |                      |              |             |
| 7ème   | -                  |                      |              |             |
| 8ème   | -                  |                      |              |             |
| 9ème   | -                  |                      |              |             |
| 10ème  | -                  |                      |              |             |
| 11ème  | -                  |                      |              |             |
| R      | -                  |                      |              |             |

## Préservation
- Berliet PR 10 S[6] :
- Renault PR 14 SR de l’Isère : ex VFD n°663, châssis VF-PN04E1-PR101989 ; préservé par l'association HistoBus Dauphinois[7].
- Renault PR 14 GT Gangloff (1982)[8] :